# Henie (quadrangle)

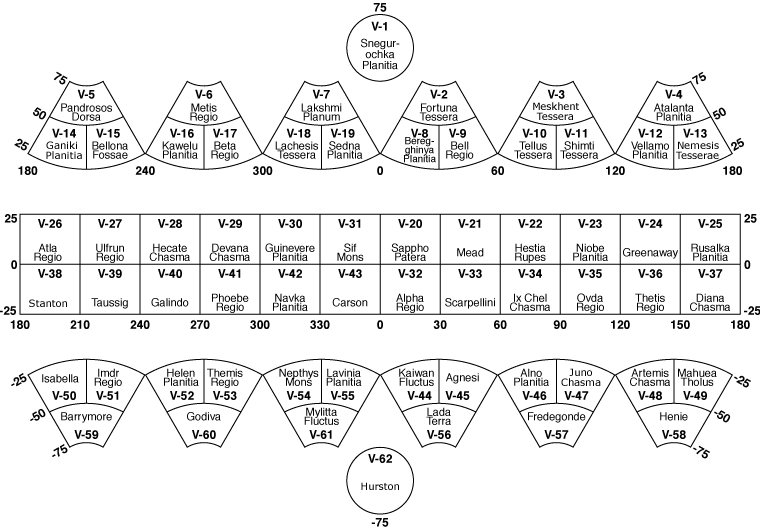
Quadrangles op Venus op schaal 1 : 5.000.000

Henie (V–58; breedtegraad 50°–75° S, lengtegraad 120°–180° E) is een quadrangle op de planeet Venus. Het is een van de 62 quadrangles op schaal 1 : 5.000.000. Het quadrangle werd genoemd naar de gelijknamige inslagkrater die op zijn beurt is genoemd naar de Noorse kunstschaatsster en filmactrice Sonja Henie (1912-1969).
Het quadrangle wordt gedomineerd door vier grote laaglanden, Alma-Merghen Planitia, Imapinua Planitia, Laimdota Planitia en Nsomeka Planitia.

## Geologische structuren in Henie
Chasmata
- Tellervo Chasma

Colles
- Mena Colles
- Salofa Colles

Coronae
- Fotla Corona
- Latmikaik Corona
- Tonatzin Corona
- Utset Corona
- Xcacau Corona

Dorsa
- Laverna Dorsa
- Odzerchen Dorsa
- Sunna Dorsa
- Tukwunag Dorsa

Fluctus
- Arubani Fluctus
- Kaapaau Fluctus
- Medb Fluctus
- Nambubi Fluctus
- Rafara Fluctus
- Sonmunde Fluctus
- Tsunghi Fluctus

Inslagkraters
- Blixen
- Colleen
- Giliani
- Henie
- Huang Daopo
- Ichikawa
- Irma
- Istadoy
- Izudyr
- Jacqueline
- Kahlo
- Laulani
- Lazarus
- Megan
- Melanie
- Opika
- Parvina
- Simbya
- Uluk
- Yokhtik

Montes
- Egle Mons
- Katl-Imi Mons

Planitiae
- Alma-Merghen Planitia
- Imapinua Planitia
- Laimdota Planitia
- Nsomeka Planitia

Regiones
- Dsonkwa Regio

Tesserae
- Shait Tessera

Valles
- Citlalpul Vallis
- Khalanasy Vallis
- Koidutäht Vallis
- Kumsong Vallis
- Laidamlulum Vallis
- Merak Vallis
- Nahid Valles
- Sholpan Vallis
- Vesper Vallis